# 32890 Schwob
32890 Schwob è un asteroide della fascia principale. Scoperto nel 1994, presenta un'orbita caratterizzata da un semiasse maggiore pari a 1,8825041 UA e da un'eccentricità di 0,1668438, inclinata di 28,56239° rispetto all'eclittica.